# Chlorochaeta albimarginata
Chlorochaeta albimarginata är en fjärilsart som beskrevs av W. Warren 1893. Chlorochaeta albimarginata ingår i släktet Chlorochaeta, och familjen mätare. Inga underarter finns listade.